# 名將戶仁
名將戶仁（英語：Meisho Doto，也譯：名將怒濤），是愛爾蘭出生的日本純種競賽馬匹。生涯活躍中距離賽事，總戰績為27戰10勝，名次分佈為10-8-2-7，生涯共獲獎金9億2133萬4000日圓。其由2000年開始展露鋒芒，於1月的二級賽日經新春盃中取得得第二，3月時出戰中京紀念經已奪得首個分級賽勝利。其後五次出戰一級賽，包括2000年6月寶塚紀念、10月秋季天皇賞、11月日本盃、12月有馬紀念和翌年2001年4月春季天皇賞，但均於其中敗於「世紀末霸王」好歌劇獲得亞軍。直至2001年6月寶塚紀念，才首次贏過好歌劇，奪得生涯唯一一個一級賽勝利。2002年退役後，成為East Stud的配種馬。

## 出賽前
1996年3月25日出生於愛爾蘭一個由當地人P. Hardy經營的牧場，成長途中被馬主松本好雄購入並引入日本，
其後交由栗東訓練中心練馬師安田伊佐夫訓練。

## 競賽生涯

### 4歲（現3歲）
1999年1月6日出戰京都競馬場4歲新馬戰，雖然於其中跑出全場最快末腳，但仍然未能超越前方的領放馬Tai Sosa以第二完賽。
1月16日出戰另一場4歲新馬戰，於其中再度爆發末腳之下成功奪得首勝。
其後主要出戰衆多條件戰以累積獎，總共獲得三冠一亞的不俗戰績。

### 5歲（現4歲）
2000年年初以日經新春盃作爲年度首戰，比賽途中採取先行姿態於直路成功取得領先，可惜其後被後上且轟出優秀末腳的美好時機超越，最終以1/2馬位差距落敗得第二。
3月5日出戰中京紀念，比賽初段繼續採用先行戰術下於約莫第四的位置推進，通過第三彎道後開始爬升至到第二。進入直路後，其腳步並未減慢之下成功加速衝出，最終壓贏一同衝出的Brilliant Road及Embrasser Moi取得首個分級賽冠軍。
其後出戰日經賞，雖然於比賽途中跑出不俗的表現，但未能於直路上對前方的Leo Ryuho及黃金旅程造成有效的威脅，最終以第三完賽。
4月29日出戰公開賽都市錦標作爲輕微調整，於其中以1 1/4馬位優秀輕鬆取得勝利。
5月27日出戰金鯱賞，採用居中戰術下於第五左右的位置展開推進，進入直路後成功加速衝出並拋離後方的對手，最終拉開第二的Craftsmanship 1 1/4馬位再度取得分級賽冠軍。
其後乘勢出戰寶塚紀念，由於本次爲其首次出戰一級賽，因而於賽前僅獲得第六人氣。比賽開始後，其以緊隨領放馬沉默獵人的形式推進，並於比賽途中一直保持穩定的節奏。進入直路後，其開始展開衝刺並瞬間超越前方的沉默獵人取得領先，但於直路中段被衝出的好歌劇超越，最終以頸位差距落敗。
入秋後以產經賞作爲起動戰，於其中再度展現優秀的反應，於直路上轟出後600米35.6秒下超越對手並保持領先，成功奪得第三個分級賽冠軍。
10月29日出戰出戰秋季天皇賞，於比賽途中繼續使用拿手的先行戰術於第二的位置推進，然而進入直路後再度被好歌劇超越並拉開，最終無法反超對手下以2 1/2馬位差距落敗得第二。
其後繼續於中距離戰線征戰，出戰日本盃及有馬紀念雖然跑出優秀表現，但最終仍然敗於好歌劇以第二收場。

### 5歲[a]
2001年3月24日出戰年度首戰日經賞，本次比賽採用留後戰術下於後方等待時機，進入直路後成功爆發末腳速度超越前方所有對手，最終以1/2馬位優秀獲勝。
4月29日出戰春季天皇賞，採種居中戰術下停留於中團後方位置緊隨好歌劇推進，並一直保持此姿態。進入直路後，名將戶仁見好歌劇加速之際其自身亦開始速度，然而其於直路上只能一直和對手維持均速，最終未能追上之下第五度敗於好歌劇獲得亞軍。
6月24日出戰寶塚紀念，本次比賽其重拾先行戰術於第四左右的位置推進，並於比賽途中稍爲前移。通過第三彎道時候，騎師安田康彥指揮其提早加速，並於通過第四彎道時候經已取得領先。進入直路後，名將戶仁的腳程未見疲倦，仍然有餘力加速下繼續加速，於直路中段成功抵擋後方好歌劇的追擊，首次贏過對手之餘亦奪得首個一級賽冠軍。
進入秋季後其仍然以中距離賽事爲目標，出戰三場賽事秋季天皇賞、日本盃及有馬紀念雖然表現下滑均未能掄元，但仍然可以跑獲第三、第五及第四的全入板戰績。
完成有馬紀念後，陣營宣佈安排其退役，並於2002年1月13日在京都競馬場和好歌劇一同舉行退役儀式。

### 詳細賽績
| 日期       | 舉辦國家 | 馬場 | 距離   | 級別 | 賽事名稱         | 負重 | 騎師     | 馬號 | 出馬 | 名次 | 時間   | 頭馬（二馬）        |
| ---------- | -------- | ---- | ------ | ---- | ---------------- | ---- | -------- | ---- | ---- | ---- | ------ | ------------------- |
| 6/1/1999   | 日本     | 京都 | 泥1800 |      | 4歲新馬          | 55   | 安田康彥 | 7    | 9    | 2    | 1.56.6 | Tai Sosa            |
| 16/1/1999  | 日本     | 京都 | 泥1800 |      | 4歲新馬          | 55   | 安田康彥 | 3    | 9    | 1    | 1.55.7 | （Miracle Gift）    |
| 20/3/1999  | 日本     | 阪神 | 泥1800 |      | 4歲500萬獎金以下 | 55   | 安田康彥 | 3    | 9    | 4    | 1.52.7 | Tai Robbery         |
| 18/4/1999  | 日本     | 中京 | 泥1700 |      | 街道賞           | 55   | 安田康彥 | 7    | 16   | 1    | 1.46.9 | （Dynamic Win）     |
| 23/5/1999  | 日本     | 中京 | 泥1700 | OP   | 香港賽馬會盃     | 55   | 安田康彥 | 1    | 16   | 8    | 1.46.9 | My Season           |
| 5/9/1999   | 日本     | 札幌 | 草1500 |      | 楊樹S            | 55   | 安田康彥 | 5    | 11   | 8    | 1.30.7 | Princess Carla      |
| 18/9/1999  | 日本     | 札幌 | 草1800 |      | 大倉山特別       | 55   | 安田康彥 | 1    | 10   | 4    | 1.51.4 | Cheers Beauty       |
| 25/9/1999  | 日本     | 札幌 | 草2000 |      | 道新體育賞       | 55   | 安田康彥 | 6    | 14   | 2    | 2.05.7 | Erimo Pure          |
| 16/10/1999 | 日本     | 京都 | 草2000 |      | 嵯峨野特別       | 53   | 安田康彥 | 6    | 13   | 1    | 2.02.2 | （Violet Pearl）    |
| 14/11/1999 | 日本     | 京都 | 草1800 |      | 唐卡士打錦標     | 55   | 安田康彥 | 6    | 11   | 1    | 1.46.9 | （Lord Successor）  |
| 26/12/1999 | 日本     | 阪神 | 草2000 | OP   | 六甲錦標         | 54   | 安田康彥 | 4    | 11   | 11   | 2.04.3 | Tunante             |
| 16/1/2000  | 日本     | 京都 | 草2400 | GII  | 日經新春盃       | 53   | 武幸四郎 | 4    | 14   | 2    | 2.24.4 | 美好時機            |
| 5/3/2000   | 日本     | 中京 | 草2000 | GIII | 中京紀念         | 54   | 安田康彥 | 13   | 14   | 1    | 1:59.1 | （Brilliant Road）  |
| 26/3/2000  | 日本     | 中山 | 草2500 | GII  | 日經賞           | 56   | 安田康彥 | 4    | 10   | 3    | 2.35.8 | Leo Ryuho           |
| 29/4/2000  | 日本     | 東京 | 草2300 | OP   | 都市錦標         | 57   | 安田康彥 | 7    | 9    | 1    | 2.18.5 | （Craftsmanship）   |
| 27/5/2000  | 日本     | 中京 | 草2000 | GII  | 金鯱賞           | 57   | 安田康彥 | 4    | 11   | 1    | 1.58.5 | （Jo Big Bang）     |
| 25/6/2000  | 日本     | 阪神 | 草2200 | GI   | 寶塚紀念         | 58   | 河内洋   | 4    | 11   | 2    | 2.13.8 | 好歌劇              |
| 24/9/2000  | 日本     | 中山 | 草2200 | GII  | 產經賞           | 58   | 的場均   | 2    | 9    | 1    | 2.15.8 | （Sakura Namiki O） |
| 29/10/2000 | 日本     | 東京 | 草2000 | GI   | 秋季天皇賞       | 58   | 的場均   | 15   | 16   | 2    | 2.00.3 | 好歌劇              |
| 26/11/2000 | 日本     | 東京 | 草2400 | GI   | 日本盃           | 57   | 安田康彥 | 13   | 16   | 2    | 2.26.1 | 好歌劇              |
| 24/12/2000 | 日本     | 中山 | 草2500 | GI   | 有馬紀念         | 57   | 安田康彥 | 13   | 16   | 2    | 2.34.1 | 好歌劇              |
| 24/3/2001  | 日本     | 中山 | 草2500 | GII  | 日經賞           | 58   | 安田康彥 | 1    | 10   | 1    | 2.33.7 | （城中金星）        |
| 29/4/2001  | 日本     | 京都 | 草3200 | GI   | 春季天皇賞       | 58   | 安田康彥 | 5    | 12   | 2    | 3.16.3 | 好歌劇              |
| 24/6/2001  | 日本     | 阪神 | 草2200 | GI   | 寶塚紀念         | 58   | 安田康彥 | 3    | 12   | 1    | 2.11.7 | （好歌劇）          |
| 28/10/2001 | 日本     | 東京 | 草2000 | GI   | 秋季天皇賞       | 58   | 安田康彥 | 2    | 13   | 3    | 2.02.6 | 愛麗數碼            |
| 25/11/2001 | 日本     | 東京 | 草2400 | GI   | 日本盃           | 57   | 安田康彥 | 1    | 15   | 5    | 2.24.6 | 森林寶穴            |
| 23/12/2001 | 日本     | 中山 | 草2500 | GI   | 有馬紀念         | 57   | 安田康彥 | 13   | 13   | 4    | 2.33.3 | 曼城茶座            |

a 由2001年開始，日本跟隨國際馬齡顯示標準，以實歲標記馬匹

## 退役後
退役後，名將戶仁成爲了配種馬，於北海道浦河町East Stud休養，在2002年進行配種，首批子嗣2003年出生。首批子嗣可於2005年出賽。
2018年由配種馬退役，並於11月29日前往北海道日高町凡爾賽牧場以功勞馬身份進行養老生活。
2021年6月16日，其被轉移至北海道新冠町Northern Lake牧場繼續養老生活。

## 血統簡介
父系Bigstone爲愛爾蘭出生的法國賽駒，生涯戰績優秀，曾勝出一級賽薩塞克斯錦標、女皇伊利沙伯二世錦標、伊斯巴翰錦標及森林大賽。祖父最後大官爲愛爾蘭生產的法國賽駒，生涯戰績優秀，曾勝出一級賽育馬者盃一哩大賽及皇席錦標。
母系Princess Reema爲美國馬匹，生涯無出賽紀錄。外祖父Affirmed爲美國賽駒，生涯戰績彪炳，爲美國三冠馬，而除三冠外亦曾勝出香檳錦標、 荷李活打吡及加州錦標等其他十一項一級賽。

### 血統表
| 父線：北地舞人系（Nearctic系）         |                            |                  |                |
| 種馬 Bigstone 1990年（棗色）           | 最後大官 1983年（深棗色）  | Try My Best      | 北地舞人       |
| 種馬 Bigstone 1990年（棗色）           | 最後大官 1983年（深棗色）  | Try My Best      | Sex Appeal     |
| 種馬 Bigstone 1990年（棗色）           | 最後大官 1983年（深棗色）  | Mill Princess    | 水車礁石       |
| 種馬 Bigstone 1990年（棗色）           | 最後大官 1983年（深棗色）  | Mill Princess    | Irish Lass     |
| 種馬 Bigstone 1990年（棗色）           | Batave 1982年（栗色）      | Posse            | Forli          |
| 種馬 Bigstone 1990年（棗色）           | Batave 1982年（栗色）      | Posse            | In Hot Pursuit |
| 種馬 Bigstone 1990年（棗色）           | Batave 1982年（栗色）      | Bon Appetit      | Major Portion  |
| 種馬 Bigstone 1990年（棗色）           | Batave 1982年（栗色）      | Bon Appetit      | Sweet Solera   |
| 繁殖雌馬 Princess Reema 1984年（栗色） | Affirmed 1975年（栗色）    | Exclusive Native | Raise a Native |
| 繁殖雌馬 Princess Reema 1984年（栗色） | Affirmed 1975年（栗色）    | Exclusive Native | Exclusive      |
| 繁殖雌馬 Princess Reema 1984年（栗色） | Affirmed 1975年（栗色）    | Won't Tell You   | Crafty Admiral |
| 繁殖雌馬 Princess Reema 1984年（栗色） | Affirmed 1975年（栗色）    | Won't Tell You   | Scarlet Ribbon |
| 繁殖雌馬 Princess Reema 1984年（栗色） | First Fling 1977年（栗色） | 尼真斯基         | 北地舞人       |
| 繁殖雌馬 Princess Reema 1984年（栗色） | First Fling 1977年（栗色） | 尼真斯基         | Flaming Page   |
| 繁殖雌馬 Princess Reema 1984年（栗色） | First Fling 1977年（栗色） | Fast Approach    | First Landing  |
| 繁殖雌馬 Princess Reema 1984年（栗色） | First Fling 1977年（栗色） | Fast Approach    | Pinny Gray     |
| 雌系：號族：4-p                        |                            |                  |                |
| 五代內近親交配：北地舞人 4×4           |                            |                  |                |

## 命名由來
名字中，Meisho（メイショウ）是馬主松本好雄的冠名，是其出身之兵库县明石市中的「明」（メイ）及姓氏松本中的「松」（ショウ）的音讀之結合，香港則將其翻譯为讀音類近並帶有褒義的「名將」；Doto（ドトウ）於日語中，使用訓讀方式可轉寫为汉字「戶仁」，若以音讀方式轉寫，則可以翻譯为「怒濤」。

## 外部連結
- 名將戶仁 netkeiba.com
- 名將戶仁 sportsnavi.com
- 名將戶仁 jbis.or.jp
- 名將戶仁 racingpost.com
- 血統表